# Gare de Cour-Cheverny
La gare de Cour-Cheverny est une ancienne gare ferroviaire française de la ligne de Villefranche-sur-Cher à Blois, située près du centre de la commune de Cour-Cheverny, à quelques kilomètres du château de Cheverny, dans le département de Loir-et-Cher, en région Centre-Val de Loire.
Mise en service en 1883 par la Compagnie du chemin de fer de Paris à Orléans, elle est fermée pendant la Seconde Guerre mondiale par la Société nationale des chemins de fer français (SNCF).

## Situation ferroviaire
Établie à 89 mètres d'altitude, la gare de Cour-Cheverny est située au point kilométrique (PK) 159,0 de la ligne de Villefranche-sur-Cher à Blois (à voie unique ; déclassée sur la section concernée), entre les gares fermées de Fontaines - Soings et de Mont-près-Chambord (dont les bâtiments voyageurs respectifs subsistent).

## Histoire
La section Romorantin – Vineuil-Saint-Claude de la ligne de Vendôme à Romorantin par ou près Blois (actuelles lignes de Villefranche-sur-Cher à Blois et de Pont-de-Braye à Blois), ainsi que la gare, sont mises en service le 13 octobre 1883 par la Compagnie du chemin de fer de Paris à Orléans (qui devient la Compagnie du chemin de fer de Paris à Orléans et du Midi le 10 janvier 1934). Cour-Cheverny dispose alors de deux voies dont une d'évitement, chacune étant desservie par un quai latéral.
Le 1er janvier 1938, la gare de Cour-Cheverny devient la propriété de la SNCF alors créée. Cette dernière la ferme une première fois au service des voyageurs la même année. La gare est temporairement rouverte à ce même service de 1939 à juin 1940. La destruction du pont sur la Loire — situé à 13,3 kilomètres de là — le 11 juin 1944, entraîne également l'arrêt du service des marchandises, et donc la fermeture définitive de la ligne (qui est déferrée en 1950).

## Patrimoine ferroviaire
L'ancien bâtiment voyageurs est toujours présent sur le site. Par ailleurs, l'ancienne plate-forme ferroviaire est reconvertie en route départementale no 765, dont l'odonyme local est avenue des Combattants d'Afrique du Nord.

## Service des voyageurs
Cour-Cheverny est, de fait, fermée à tout trafic ferroviaire.
Néanmoins, la ligne 4 du réseau interurbain « Rémi 41 », desservant l'arrêt Salle des Fêtes (situé à proximité immédiate de l'ancienne gare), permet d'aller effectuer des correspondances, en gares de Blois - Chambord (également accessible par la ligne L28 du réseau urbain « Azalys ») et de Romorantin-Blanc-Argent, avec les trains TER Centre-Val de Loire qui s'y arrêtent.